# Енисей
Енисе́й (нен. Ензя’ ям’, эвенк. Ионэси, южносельк. На́ндыс, Ня́ндысе, сев.-сельк. Пӱ̄л Тяас ӄолд, кет. Хук, хак. Ким суғ, тув. Улуг Хем) — река в Тыве, Хакасии и Красноярском крае, одна из самых длинных и полноводных рек мира и России. Впадает в Карское море Северного Ледовитого океана. Длина — 3487 км, площадь водосборного бассейна — 2 580 000 км² (второй по величине в России), а годовой сток составляет 624,41 км³ (самая полноводная река в России).

## Этимология
Название реки происходит от др.-нен. Енэсий (современное Ензя ям), которое, в свою очередь, восходит к эвенк. Ионэси «большая вода». Возможно также происхождение гидронима от манс. Яныг-Ас «большая река» или нен. Ензя яха «прямая река». В XVII веке северный топоним «Енисей» некоторое время соперничал в документах вместе с южносибирским (тюркским) названием этой реки — Кем, в конечном итоге вытеснив его.
Сибиряки нередко называют реку эпитетом «Енисей-батюшка».

## География
Одна из крупнейших рек мира: длина реки от места слияния Большого Енисея и Малого Енисея — 3487 км (с Малым Енисеем — 4287 км, от истоков Большого Енисея — 4092 (4123) км). Длина водного пути: Идэр — Селенга — озеро Байкал — Ангара — Енисей составляет 5550 км. По площади бассейна (2580 тыс. км²) Енисей занимает 2-е место среди рек России и Евразии (после Оби) и 7-е место среди рек мира. Для бассейна Енисея характерна резкая асимметричность: его правобережная часть в 5,6 раза обширнее левобережной.
Енисей — природная граница между Западной и Восточной Сибирью. Левобережье Енисея заканчивает великую Западно-Сибирскую равнину, а правобережье представляет царство горной тайги. От Саян до Северного Ледовитого океана Енисей проходит через все климатические зоны Сибири. В его верховьях живут верблюды, в низовьях — белые медведи.
Собственно Енисей начинается от города Кызыла, где сливаются Большой Енисей и Малый Енисей. Высота истока — 619,5 м над уровнем моря. На протяжении первых 188 км Енисей течёт под названием «Верхний Енисей» (Улуг-Хем), в пределах северного борта Тувинской котловины река разбивается на рукава, русло изобилует перекатами, ширина колеблется от 100 до 650 м; глубины на плёсах 4—12 м, на перекатах не более 1 м. От Шагонара начинается Саяно-Шушенское водохранилище, образованное плотиной Саяно-Шушенской ГЭС. Приняв слева реку Хемчик, Енисей поворачивает на север и на протяжении 290 км прорывается через горы Западного Саяна и Минусинскую котловину. Ниже плотины Саяно-Шушенской ГЭС начинается небольшое Майнское водохранилище, заканчивающееся Майнской ГЭС. После впадения левого притока — реки Абакан — начинается Красноярское водохранилище (длина 360 км), образованное плотиной Красноярской ГЭС, расположенной у города Дивногорска, в месте пересечения Енисеем отрогов Восточного Саяна. Ширина долины здесь 5 км, русла — более 500 м. Между Красноярском и устьем Ангары долина Енисея вновь расширяется, река теряет горный характер, но в русле ещё имеются подводные гряды — продолжение отрогов Енисейского кряжа.
Ниже впадения Ангары характер долины и русла Енисея резко меняется. Правый берег остаётся гористым, левый становится низким, пойменным. Ширина долины Енисея у устья Нижней Тунгуски около 40 км, у Дудинки и Усть-Порта до 150 км, русла 2,5—5 км; минимальные глубины всего нижнего Енисея колеблются от 5 до 8,5 м. Ниже Дудинки преобладающие глубины 20—25 м, русло разбивается на рукава, острова достигают длины 20 км.
От устья реки Курейки, где уже ощущаются приливные колебания уровня, начинается приустьевой участок русла Енисея. Русло утрачивает нормальный вид в месте впадения реки Енисей в Енисейский залив в створе, проходящем через устье протоки Фунтусова (точка с координатами 69°36′40″ с. ш., 84°32′40″ в. д.) и мыс Крестовский. Ниже этого створа начинается расширение Енисейского залива с пойменной (слева) и островной (справа) многорукавностью: ниже посёлка Усть-Порт расположена собственно дельта Енисея, выдвинувшаяся в залив в виде сочетания рукавов и проток с осерёдками и пойменными массивами — вплоть до 71-й параллели, где ширина залива увеличивается до 44 км. В дельте также отмечен промывной режим. Бреховскими островами Енисейский залив делится на множество проток, из которых выделяются четыре основные рукава: Охотский Енисей, Каменный Енисей, Большой Енисей и Малый Енисей; общая ширина залива здесь составляет 50 км. Ниже по течению Енисейский залив Карского моря принимает форму эстуария.

## Гидрология
Питание Енисея смешанное с преобладанием снегового. Доля снегового — немного менее 50 %, дождевого — 36—38 %, подземного — в верховьях до 16 % и уменьшается к низовьям. Замерзание начинается в низовьях (начало октября). Характерны интенсивное образование внутриводного льда, осенний ледоход. Ледостав происходит в конце осени: в низовьях с конца октября, в среднем течении и у Красноярска — в середине ноября, в горной части в конце ноября — декабре. На отдельных участках в русле возникают мощные наледи. Енисей на большей части характеризуется растянутым весенним половодьем и летними паводками, зимой — резким сокращением стока (но уровни падают медленно в связи с развитием зажоров). Для верховьев характерно растянутое весенне-летнее половодье. Половодье на Енисее начинается в мае, редко в апреле, в среднем течении несколько раньше, чем в верхнем, в нижнем течении — в середине мая — начале июня. Весенний ледоход сопровождается заторами. Размах колебаний уровня верховьев Енисея составляет 5—7 м в расширениях и 15—16 м в сужениях; в нижнем течении он больше и достигает 28 м (у реки Курейки), к устью же уменьшается до 11,7 м (у Усть-Порта).
Расход воды в начале Енисея, у Кызыла, составляет 1009 м³/с, в районе Саяногорска 1484 м³/с, у Красноярской ГЭС 2723 м³/с, в районе Красноярска 2864 м³/с, возле Енисейска 7724 м³/с, после впадения притока Подкаменная Тунгуска 10 768 м³/с, у Игарки 18 395 м³/с.
| Средний расход воды (м³/с) реки Енисей по месяцам с 1936 по 1999 гг. (замеры производились на гидрологическом посту в Игарке) |

По величине стока (624 км³) Енисей занимает первое место среди рек России. Среднегодовой расход воды в устье 19 800 м³/с, максимальный расход у Игарки 154 000 м³/с.

## Притоки
Всего в Енисей впадает около 500 более или менее значительных рек, причём общая длина их более 300 тысяч километров.
Список наиболее значимых притоков Енисея включает в себя следующие реки:

### Левые притоки
Слева:
- Хемчик,
- Кантегир,
- Абакан,
- Кемь,
- Кас,
- Сым,
- Дубчес,
- Елогуй,
- Турухан,
- Малая Хета,
- Большая Хета,
- Грязнуха.

### Правые притоки
Справа:
- Ус,
- Кебеж,
- Туба,
- Сыда,
- Сисим,
- Мана,
- Кан,
- Ангара,
- Большой Пит,
- Подкаменная Тунгуска,
- Бахта,
- Нижняя Тунгуска,
- Курейка,
- Хантайка,
- Дудинка.

Правые притоки Енисея доминируют над левыми по количеству приносимой воды и по площади водосбора. Основным притоком является Ангара, но примерно один год из десяти лет другой крупный приток, Нижняя Тунгуска, превосходит её по годовому стоку.

### Полемика: Енисей или Ангара
Существует несколько причин, по которым современный Енисей ниже слияния с Ангарой мог бы считаться Ангарой:
- при слиянии с Енисеем Ангара несёт значительно больше воды — около посёлка Стрелка среднегодовой расход воды в Енисее составляет 3350 м³/с или ≈104 км³ в год, а в устье Ангары — 4530 м³/с или ≈143 км³ в год[30][32];
- бассейн верхней части Енисея составляет менее 400 тысяч км², то есть значительно меньше площади водосбора Ангары — 1040 тысяч км²[26][30].

## Населённые пункты
Города (расположение вниз по течению): Кызыл, Шагонар, Саяногорск, Минусинск, Абакан, Дивногорск, Красноярск, Сосновоборск, Железногорск, Лесосибирск, Енисейск, Игарка, Дудинка.
Прочие населённые пункты: Черёмушки, Майна, Шушенское, Комарково, Усть-Абакан, Новосёлово, Берёзовка, Атаманово, Казачинское, Подтёсово, Туруханск, Курейка, Усть-Порт, Караул, Песчанка.

## Мосты и тоннели
От истока к устью:
- Городской мост в Кызыле
- Транспортный мост в Кызыле — объездная дорога трассы P257 «Енисей»
- Пешеходно-автодорожный мост в Черёмушках
- Автодорога по дамбе Майнской ГЭС
- Братский мост близ посёлка Зелёный Бор
- Железнодорожно-автомобильный мост близ посёлка Зелёный Бор
- Автодорога по плотине Красноярской ГЭС (не используется для регулярного движения транспорта)
- Автомобильный мост близ города Дивногорска
- Николаевский мост
- Железнодорожный мост
- Коммунальный мост
- Октябрьский мост
- Коркинский мост
- Мост через Енисей на транспортном обходе Красноярска — объездная дорога федеральной трассы М53 «Байкал»
- Тоннель под Енисеем в Железногорске[33]
- Высокогорский мост

## Хозяйственное использование
Енисей — важнейший водный путь Красноярского края. Регулярное судоходство — от Саяногорска до устья (3013 км).
Основные грузопотоки идут от Красноярска до Дудинки. Главные порты и пристани: Абакан, Красноярск, Стрелка, Лесосибирск, Енисейск, Туруханск, Игарка, Усть-Порт. До Игарки поднимаются морские суда. Для проводки судов из нижнего бьефа Красноярской ГЭС в верхний построен уникальный судоподъёмник. В Республике Туве на Енисее местное судоходство (главная пристань Кызыл).
На Енисее действует транспортная линия Красноярск — Дудинка, последняя речная линия на каютных теплоходах в бывшем СССР. На ней эксплуатируются два теплохода проекта 588.
Туристические круизы по реке осуществляются на теплоходе класса «люкс» «Максим Горький».
Гидроэлектростанции (расположение вниз по течению): Саяно-Шушенская ГЭС, Майнская ГЭС, Красноярская ГЭС.

По Енисею осуществляется сплав леса в плотах.
В конце XIX века был построен Обь-Енисейский канал, соединивший Обь с Енисеем. В настоящее время канал не используется и заброшен.

### Экологические и социальные проблемы
Строительство Красноярской и Саяно-Шушенской ГЭС значительно сказалось на экологии окружающей среды.
Енисей в районе Красноярска, Дивногорска, Саяногорска перестал замерзать — в частности, протяжённая незамерзающая полынья ниже Красноярска может иметь длину до пятисот километров. Официальный сайт «РусГидро» связывает формирование столь протяжённой полыньи «не столько с работой ГЭС, сколько со сбросами тёплых сточных вод в Красноярске». Климат стал более мягким, а воздух — более влажным, благодаря огромному количеству воды, которая скапливается в Красноярском водохранилище.
Кроме того, каскад енисейских ГЭС затопил большие площади ценных земель, привёл к уничтожению археологических памятников, биоценозов, рыбных ресурсов, вынужденному переселению значительного количества населения. В 2001 году на горе в том месте, где вода скрыла деревню Быскар на дне Красноярского водохранилища, был установлен памятный крест.
После постройки в Красноярске-26 в 1950-е годы горно-химического комбината были введены в эксплуатацию два прямоточных ядерных реактора для выработки оружейного плутония (плутония-239). Реакторы имели охлаждение прямоточного типа, то есть после забора воды и охлаждения реактора вода без очистки сбрасывалась обратно в Енисей, что привело к радиационному загрязнению Енисея

## Достопримечательности
От истока к устью:
- Место слияния Большого и Малого Енисея у города Кызыла является географическим центром Азии. В ознаменование этого на памятном месте установлен обелиск.
- Ежегодный международный фестиваль этнической музыки и ремёсел «Мир Сибири» (до 2012 года фестиваль назывался «Саянское кольцо»)[41] и историко-этнографический музей-заповедник под открытым небом в посёлке Шушенское.
- Национальный парк Красноярские Столбы, а также горнолыжный комплекс — Фанпарк «Бобровый лог» близ Красноярска.